# Йосип Приможиць
Йосип Приможіц (7 лютого 1900, Любляна  — 18 серпня 1985, Марибор) — часто також його називали Йоже Приможіц, югославський гімнаст, багаторазовий чемпіон світу та призер Олімпійських ігор.

## Молодість
Йосип Приможіц народився у 1900 році в Любляні (Австро-Угорщина). У середній школі він познайомився з гімнастикою, яка тоді була дуже популярним видом спорту. 1918 року його призвали в армію, але через свою фізичну слабкість вже через три місяці був переведений на військову фабрику. Звідти він втік в село Заградишче, де ще три роки пропрацював наймитом.
Так склалось, що у 1921 році він повернувся до Любляни, де його знову призвали до війська. Того разу він мав відслужити свій строк в армії Королівства Югославії. Служив він в місті Кралєво, де і почав активно займатися гімнастикою. Його тренером став Стан Дерганц, активний учасник спортивно-патріотичного товариства «Сокіл». Після року служби Йосип познайомився з Леоном Штукелем, який в той час був суддею в Мариборі.

## Спортивна кар'єра
У 1924 році Приможіц взяв участь в Олімпійських іграх в Парижі. Тоді медалей він не завоював, але в командній першості Югославська збірна з гімнастики посіла четверте місце. На чемпіонаті світу зі спортивної гімнастики 1926 року Йосип Приможіц виборов дві срібні медалі.
На Олімпійських іграх 1928 роки він завоював срібну медаль у вправах на брусах, і бронзову — в командній першості. На чемпіонаті світу зі спортивної гімнастики 1930 року Йосип завоював чотири золоті медалі та одну бронзову. На Олімпійських іграх 1936 року в Берліні Приможіц не завоював медалей, проте на чемпіонаті світу 1938 року — здобув дві бронзові медалі. В останній раз Йосип Приможіц брав участь в змаганнях у 1940 році. Після цього він покинув спорт і зайнявся живописом.
На його честь названо одну з вулиць міста Марибор.